# Stävie
Stävie är kyrkby i Stävie socken i Kävlinge kommun i västra Skåne, belägen strax sydväst om Furulund.
I orten ligger Stävie kyrka.